# Carlos García i Badías
Carlos García i Badías, més conegut com a Carlos García (nascut a Barcelona el 29 d'abril del 1984) és un exfutbolista català que jugava de defensa, i posteriorment entrenador de futbol.
Va jugar la major part de la seva carrera professional amb la UD Almería, jugant-hi 208 partits de competició, i en tres temporades a La Liga. També va estar quatre temporades al Maccabi Tel Aviv FC de la Lliga israeliana de futbol.

## Trajectòria de club

### Espanyol / Almeria
Nascut a Barcelona, Catalunya, García va ser un producte del planter del RCD Espanyol. Només apareixeria amb el primer equip en tres ocasions, durant la temporada 2003–04 (tres derrotes), i també va passar un període de cedit amb el Polideportivo Ejido a la segona divisió a la campanya següent.
García va romandre a Andalusia l'any 2005, sent venut per l'Espanyol a la UD Almeria de segona divisió. Es convertiria de seguida en titular indiscutible, essent fonamental en la seva primera promoció a la Lliga a la campanya 2006-07.
Considerat sobrer per l'entrenador Hugo Sánchez, García va ser cedit al veí Reial Betis per a temporada 2009-10 a segona divisió. Després de no poder ajudar els verdiblancs a tornar a la màxima categoria, va reincorporar-se a l'Almeria, sent la primera opció sota el nou entrenador Juan Manuel Lillo i els seus successors José Luis Oltra i Roberto Olabe, marcant una vegada en 33 partits, tot i que el club finalment va baixar després d'una estada de quatre anys a la categoria.

### Maccabi Tel Aviv
L'estiu de 2012, García es va traslladar a l'estranger per primera vegada en la seva carrera, signant un contracte de tres anys amb el Maccabi Tel Aviv FC a la Premier League israeliana. En la seva primera temporada es va unir al centre de la defensa amb Eitan Tibi, amb una bona actuació, ja que el club va guanyar el campionat nacional després d'una sequera de deu anys.
Amb 29 anys, García va debutar a la competició europea a la campanya 2013-14, jugant tant als partits de classificació de com a la fase de grups de la Lliga Europa de la UEFA. En el front domèstic va formar part de la defensa que va establir un nou rècord de lliga durant minuts sense encaixar cap gol, superant els 585 de l'Hapoel Haifa FC.

## Palmarès

### Club
Maccabi Tel Aviv
- Premier League israeliana: 2012–13, 2013–14, 2014–15
- Copa de l'Estat d'Israel: 2014–15
- Copa Toto : 2014–15